# Língua bandial
Bandial (Banjaal), ou Eegima (Eegimaa), é uma língua Jola da região de Casamança no Senegal. Os três dialetos são Affiniam, Bandial próprio e (Hulon, ou Kuluunaay, Kujireray) são divergentes, num limite entre os conceitos de dialetos e línguas separadas.

## Classificação
Bandial apresenta muita similaridade (87%) com Ejamat (Fulup), sendo classificado como um dialeto das línguas Jóola, conforme a classificação feita por Sapir dente as línguas Atlânticas Ocidentais. Bandial é classificado como língua Joola Central no subgrupo Endungo. As variantes Jóola são mutualmente inteligíveis. Mesmo aqueles que não falam essas variantes e não fazem parte da população do antigo Reino Mof-Ávvi, onde se fala o Bandial, são considerados como historicamente como diretamente ligados aos Mof-Ávvi, embora não tanto como outros grupos Jóola devido a diferentes tradições orais.

## História
A tradição oral diz que os ancestrais dos Mof-Ávvi migraram da Guiné-Bissau em busca de terras aráveis. Além do contato com outros povos de Jóola e o povo Bainounk da vila de Jibonker, os habitantes de Mof-Ávvi foram isolados do mundo exterior até o imperialismo francês.
O francês tornou-se a única língua permitida nas escolas. Hoje, o domínio francês determina status educacional, profissional, político, econômico e social. Muitos oradores de Bandial estão mudando de Bandial para aprender francês. uolofe é uma das principais línguas do Senegal e sua expansão também faz com que os falantes de Bandial mudem para aprendê-lo. Embora Bandial ainda seja ensinado dentro de casas, a maioria da população favorece o francês ou o uolofe - em parte porque não há visibilidade em espaços públicos para o Bandial, ao contrário do uolofe e do francês..

## Geografia
Junto ao Mankagn, Manjak, Bainouk, Manding, Balanta e Fula, o povo de Jóola é um dos muitos povos que habitam a região do Senegal. conhecida como Casamança. O povo e as línguas de Jóola estão distribuídos em três países da África Ocidental: Guiné-Bissau, Senegal e Gâmbia. As Jóola do Senegal são encontradas na antiga região de Casamance, principalmente na Basse-Casamance (Baixa Casamança), a região atual de Ziguinchor.
Os falantes de bandas vivem em um antigo pequeno reino de dez aldeias conhecidas como Mof-Ávvi "a terra do rei", localizado a dezoito quilômetros a sudoeste da cidade de Ziguinchor. Mof-Ávvi é uma península composta pelas seguintes dez aldeias: Bajjat, Essil, Bátiŋer-yal-Essil, Gabal, Enappor, Sállagi, Bátiŋer-Bulan, Elubalir, Ettama e Banjal. Estas aldeias são geralmente divididas pelos habitantes de Mof-Ávvi entre Fásuga, que inclui aldeias localizadas no continente (Bajjat, Essil, Gáabal, Enappor) e Gállux 'lama', que compreende ilhas (Bátiŋer-yal-Essil, Sállagi, Bátiŋer-Bulan , Elubalir, Ettama, Banjal.) 

### Dialetos
Gújjolaay Eegimaa (Bandial) também é conhecido por vários nomes, a maioria dos quais se refere a nomes de aldeias. A língua é referida pelo Jóola da margem norte do rio Casamance como Bandial. Bandial, uma das aldeias de Mof-Ávvi, é uma ilha localizada a meio caminho entre as áreas de Búluf e Kaasa. Sugere-se, mesmo pelos da Bandial, que a língua do povo de Mof-Ávvi se chama Gújjolaay / Gújjoloay Eegimaa.
O problema em usar o termo 'Bandial' ou 'Banjal' para Gújjolaay Eegimaa é que a variedade falada na aldeia de Banjal se destaca com mais diferenças fonológicas e lexicais em comparação com outras aldeias onde a língua é falada. Devido a essas diferenças, falantes nativos de Eegimaa de outras aldeias de Mof-Ávvi restringem o termo Banjal (Gubanjalay) ao dialeto que é peculiar à aldeia de Bandial..

## Gramática
Bandial é classificado como linguagem aglutinante.
Vários morfemas se combinam para formar a palavras.

### Bandial word formation with morphemes[4]
| Bandial          | Interpretação                 | Português             |
| ---------------- | ----------------------------- | --------------------- |
| ԑ-ȶԑβ            | CM-carregar                   | carregar (infinitivo) |
| ʊ-ȶԑj-ԑn-a       | CM-correr-CAUS-AGENT          | motorista             |
| a-ȶԑβ-ԑn-ԑn-a-ɪl | CM-carry-CAUS-PAST-AGENT-POSS | antigo promotor deles |

Bandial é uma língua de anáfora zero. Os pronomes subjetivos são omitidos, pois um afixo pode ser anexado ao verbo para indicar o sujeito do pronome. Os pronomes são incluídos apenas em frases para ênfase. Também artigos e outros modificadores nominais vêm depois do substantivo, que é comum em outras línguas senegalesas..

### Morfologia
Uma das características morfológicas mais importantes de Bandial são suas elaboradas classificações de substantivos. Muitas vezes, os prefixos são anexados a morfemas de raiz em Bandial para indicar a classificação léxica e semântica da palavra. Esses prefixos serão chamados de marcadores de classe. O número exato de classes de substantivo é frequentemente um tópico de debate entre linguistas. 

#### Possíveis classes[4]
| ø- ~ a- | Humano (singular) | - | bʊɡ- | Humano (plural) | - | ɲɪ- ~ ɲʊ- | Substantivos abstratos | - | ba- | Substantivos abstratos, substantivos coletivos | - | fa- | Substantivo coletivo, nomes massivos | - | maç | Substantivos abstratos | - | ɟa- | Irregular infinitivo, nomes massivos | - | w- | Substantivos de massa, plural | - | tɪ- | Substantivos de local | - | nɪ- | Marcador de advérbio temporal |

### Syntaxe[5]
Bandial tem uma ordem de palavras Sujeito (Verbo Objeto SVO).
Quando uma frase nominal é o sujeito da sentença, ela é posicionada antes do verbo e tem concordância com verbos, como em cláusulas intransitivas. Em cláusulas monotransitivas, o objeto segue o verbo sem demonstrar concordância. Quando há uma construção de objeto duplo, como com cláusulas bitransitivas, a ordenação dos dois objetos não é fixa. Pelo contrário, eles são ordenados de acordo com a animacidade.

#### Exemplos de ordem de palavras
| Bandial                     | Interpretação                        | Português           |
| --------------------------- | ------------------------------------ | ------------------- |
| (ɪnɟԑ) nɪ-ssaf-ɪ            | (S) SM-V-OBJ                         | Eu saúdo você.      |
| bɪ-llɛmʊɲa baβu bu-ffɐnum-e | CM-limoeiro CM.DEF.ART CM-velho-PERF | O limoeiro é velho. |
| a-ccɛ na-vvɔɣ-ɔm            | CM-INDEF SM-call-1.SG.OBJ            | Alguém me chamou.   |

## Fonologia
Aqui se veem as Vogais, Consoantes e Sílabas da língua Bandial.

## Vogais
Bandial apresenta 10 sons vogais.
|              | Anterior | Central | Posterior |
| ------------ | -------- | ------- | --------- |
| Fechada      | i        |         | u         |
|              | ɪ        |         | ʊ         |
| Meio fechada | e        |         | o         |
| Meio aberta  | ԑ        |         | ɔ         |
|              |          | ɐ       |           |
| Aberta       |          | a       |           |

### Consoantes
Bandial tem 17 sons consoantes.
|              | Bilabial | Labio-Dental | Alveolar | Palatal | Velar | Glotal |
| ------------ | -------- | ------------ | -------- | ------- | ----- | ------ |
| Oclusiva     | p b      |              | t d      | c ɟ     | k g   | Ɂ      |
| Nasal        | m        |              | n        | ɲ       | ŋ     |        |
| Fricativa    |          | f            |          |         |       |        |
| Approximante | w        |              |          | j       |       |        |
| Vibrante     |          |              |          |         |       |        |
| Lateral      |          |              | l        |         |       |        |

### Sílabas
São 5 os tipos de sílabas possíveis em Bandial:
| Sílaba | Detalhe                                    |
| ------ | ------------------------------------------ |
| V      | Vogal                                      |
| CV     | Consoante + Vogal                          |
| VC     | Vogal + Consoante                          |
| CVC    | Consoante + Vogal + Consonante             |
| CVCC   | Consoante + Vogal + Consonante + Consoante |

### Combinação de sílabas
|              |     | 2ª Sílaba | 2nd 2ª Sílaba | 2ª Sílaba | 2ª Sílaba |
|              |     | CVC       | VC            | CV        | V         |
| ------------ | --- | --------- | ------------- | --------- | --------- |
| 1ª Sílaba    | CVC | -         | -             | -         | -         |
| 1ª Sílaba    | VC  | -         | -             | -         | -         |
| 1ª Sílaba    | CV  | +         | +             | +         | +         |
| 1st Syllable | V   | +         | +             | +         | +         |

## Escrita
A língua Bandial utiliza uma forma do alfabeto latino produzida por missionários. Essa forma não usa as letras Q nem X;
Usa as 5 vogais com ou sem o acento agudo. Usa dentre as consoantes as formas ĉ, mb, ñ, ŋ, nd, ng, nj e P barrado

## Amostra de texto
Ejuay yay, yoemme ejoba bugo ni yon. Guno babuge. An abugeol. Ñer uĉiga fice funah, ejoba yay neoh yon yay, bala mbi nihi gujuh waf n’gutiñ wo jas ni súm, gutajen utum waw wolil min uuŋ. Niki gumaŋ. Yon naagol namaŋe (fonte: Michael Peter Füstumum)
Outra

## Léxico
Vários morfemas se anexam a um verbo numa cláusula de sentença em Bandial. Alguns morfemas que fazem isso são marcadores de sujeito, marcadores de objeto, tempo verbal, aspecto verbal e modo.
Os adjetivos Bandial se comportam como verbos. Eles tomam a maioria dos morfemas usados com verbos. De acordo com a Welmers,   muitas línguas dentro da família nigero-congolesa têm um conjunto muito pequeno de adjetivos "puros". Essas palavras tendem a se comportar como verbos ou não podem ser distinguidas de substantivos.
Os demonstrativos bandianos fazem uma distinção a três. Existem demonstrativos proximais, mediais e distais que indicam próximo ao alto-falante, relativamente afastados do falante, e distantes falante, respectivamente..
 Numerais são formados em uma base de sistema cinco. Os números básicos de Bandial são de um a cinco e dez, quinze e vinte com os quais outros números são expressos. O sistema numérico é de contagem com os dedos. A tradução literal da palavra Bandial para dez é 'mãos', para quinze, é 'pé' (adiciona cinco dedos a dez dedos), 'rei' para vinte.

### Numeração
| Cardinais | Português | Ordinais | Português | - | -anʊr | 'um' | -tinar | 'primeiro' | - | -uβa | 'dois' | -utra | 'segundo' | - | -ffɐʝi | 'três' | -ffɐtten | 'terceiro' | - | -bbaɣɪr | 'quatro' | -barɪɣɛn | 'quarto' | - | fʊ-ȶɔx | 'cinco' | -tn | 'quinto' | - | n | 'dez' |  |  | - | ɡa-aȶ | 'quinze' |  |  | - | v-vvi | 'vinte' |  |  | - | emel | 'cem' |  |  | - | e-uli | 'mil' |  |  | - | ɪmɪlɪɔŋ | 'um milhão' |  |  |

## Escritas
Bandial é frequentemente escrita com o alfabeto latino e os linguistas tentam criar um alfabeto apropriado para capturar as regularidades fonológicas da língua. Isso seria uma combinação do alfabeto da lingüística nativa dos linguistas de gravação e do  IPA. As romanizações comuns de Bandial são baseadas na ortografia francesa, já que é uma das principais línguas do Senegal..

## Amostras
A seguir, trechos de uma entrevista de Sanga  e Abbas Story Bassène sobre a religião tradicional do povo Gújjolaay Eegimaa:
| Bandial                                                  | Explicação                                                                          | Português                                                                                       |
| -------------------------------------------------------- | ----------------------------------------------------------------------------------- | ----------------------------------------------------------------------------------------------- |
| ter a-vvasen-a, ter aw n-ú-ttubi-ttubi, ter aw a-jangara | Se NC1-libação-AGT ou 2SG LOC-2SG-converter ao Islã-DUP ou 2SG NC1-Cristão.         | 'Se você é animista, ou se converteu ao islamismo ou é cristão.'                                |
| pan a-ag-i aw an bu?                                     | FUT CD1.3SG-dizer-2SG.DO 2SG pessoa como                                            | "Eles vão dizer a você, que tipo de pessoa você é?"                                             |
| pan a-ag-i ñer aw bu-como isso                           | ' Ele dirá a você, então o que eu estou perguntando agora é qual é a sua religião ' |                                                                                                 |
| w-o mati ú-ju u-jux. bare waf w-a-bab-baj.               | CD6-PRO NEG.FUT 2SG-pode 2SG-ser mas NC6.coisa-CD6-REL-existir                      | 'Mas em nossa fé, diz-se que há muitas coisas que você não pode ver. Mas essas coisas existem ' |
| baj-ut búox min a-nnax ala-é-mit                         | existir-NEG COMPL COMPL CD1.3SG-esperar por-NC3-céu                                 | 'Está fora de questão que ele espera por Deus'                                                  |